# Castello di Aggstein
Il castello di Artstetten (in lingua tedesca Burgruine Aggstein) è un castello austriaco situato nella Bassa Austria, presso la valle di Wachau sulla riva destra del Danubio nel comune di Schönbühel-Aggsbach. Risalente al XII secolo, il castello si trova a 480 metri sul livello del mare, sopra una collina.